# 馬紹爾及吉爾伯特群島突襲
馬紹爾群島-吉爾伯特突襲是於1942年2月1日由美國海軍航空母艦和其他艦艇部隊對在馬紹爾和吉爾伯特群島的日本帝國海軍守備部隊進行的空襲和海軍火砲攻擊行動。日本駐軍是由第4艦隊司令井上成美海軍中將指揮。在島上的日本飛機屬於由後藤榮次海軍少將指揮的日本海軍第24航空戰隊。美國軍艦部隊由威廉·哈爾西海軍少將指揮。

## 空襲
空襲由第8、第17兩支美國航空母艦特遣艦隊實施，原本計畫加入攻擊的第11特遣艦隊在1月23日離開夏威夷後由於負責補給的內奇斯號油輪遭伊172號潛艦擊沉，被迫放棄任務。
美軍航空母艦在1月23日先開赴美屬薩摩亞完成運輸海軍陸戰隊的任務，1月26日自帕果帕果出航，1月28日特遣艦隊一分為二，分別朝攻擊目標航行。
從第17特遣艦隊的飛機，由海軍少將法蘭克·傑克·弗萊徹指揮，航空母艦「約克鎮」號在凌晨2點至3點間放飛攻擊機隊，28架攻擊機攻擊賈盧伊特、5架攻擊機撲向米利，9架攻擊機攻擊馬金(布塔里塔里)島。
凌晨4點，賈盧伊特環礁、馬金島遭到美軍空襲，主要集中破壞地面設備，船隻僅有關東丸號運輸船輕微受損，賈盧伊特攻擊群在上午7點半返航。馬金島攻擊機隊炸傷了特設砲艦「長田丸」，並擊毀了2架飛行艇。因為米利環礁的機場尚未完工，攻擊隊主要攻擊的是當地倉庫。第17特遣艦隊對這三個據點的日本海軍設施造成中度程度的破壞。約克鎮號所屬的4架TBD蹂躪者式魚雷轟炸機、3架SBD無畏式攻擊機空襲後未返航，以及1架鹽湖城號重巡洋艦上搭載的水上飛機被擊毀。約克鎮號在回收飛機時遭到日本海軍飛行艇尋獲艦隊位置，艦上搭載的戰鬥機隨即將其擊落，因此艦隊最終摧毀了3架飛機。原本第17特遣艦隊計畫在下午實施第二波攻擊，但衡量當日的天候不佳已造成機隊損失，且夜間回收艦載機的危險性太高，故打消了攻擊計畫。
來自美國第8特混艦隊的飛機，由哈爾西指揮，並集中在航空母艦「企業」號，襲擊了瓜加林、沃傑和馬朱羅環礁。同時，巡洋艦和驅逐艦炮轟炸沃傑和馬朱羅。空襲對3個島嶼上的海軍駐軍造成輕至中度的損害，擊沉3艘小型軍艦和擊傷數艘其它艦艇，包括輕巡洋艦「香取」號和擊毀15架日本飛機。美國巡洋艦「切斯特」號被一枚日軍戰機投擲的炸彈命中，輕微受損，6架企業號所屬的SBD無畏式俯衝轟炸機空襲後未返航。
在空襲完成後，兩支特遣艦隊立刻從該地區撤退。日本帝國海軍原先派出9艘潛艦追擊，但沒有尋獲目標；第四艦隊原計畫派出4艘重巡洋艦，甚至停泊在特魯克環礁的南雲機動艦隊也派出了艦載機緊急配給第24航空戰隊追蹤敵蹤，但都未能尋獲美軍動向。第17特遣艦隊在2月6日返回珍珠港。

## 後續和影響
該突襲沒有什麼長期的戰略影響。最初日本海軍派出兩艘航空母艦追擊第16和第17特混艦隊，但很快就放棄了追擊，並繼續支援正在進行戰鬥的日軍，隨後成功地征服了菲律賓和荷屬東印度群島。但是，該突襲的確有助於提昇美國海軍和美國公眾的士氣，從當時仍然在偷襲珍珠港和損失威克島的傷痛恢復過來。該行動也對航空母艦艦載機行動提供了寶貴的經驗，有助於美國未來對日軍的作戰。對日本來說，日本顯然沒有意識到他們在分散的島嶼上駐軍形成外圍防禦圈的概念有嚴重缺陷，因為駐軍之間相距太遠，難以有效的互相支援，防止敵航空母艦部隊穿過。

### 書本
- Cressman, Robert. . Missoula, Montana, U.S.A.: Pictorial Histories Publishing Company. 2000 (4th printing). ISBN 0-933126-57-3.
- Lundstrom, John B. . Annapolis, Maryland, U.S.A.: Naval Institute Press. 2005 (New edition). ISBN 159114471X.
- Lundstrom, John B. . Annapolis, Maryland, USA: Naval Institute Press. 2006. ISBN 1-59114-475-2.
- Morison, Samuel Eliot. . Castle Books. 1958 (reissue 2001). ISBN 0785813047.
- Stafford, Edward P.; Paul Stillwell (Introduction). . Naval Institute Press. 2002 reissue. ISBN 1-55750-998-0.
- Willmott, H. P. . Annapolis, Maryland: Naval Institute Press. 1982. ISBN 0-87021-535-3.
- Willmott, H. P. . Annapolis, Maryland: Naval Institute Press. 1983. ISBN 0-87021-535-3.

### 網站
- Hackett, Bob, and Sander Kingsepp. . Junyokan!. Combinedfleet.com. 1998–2007  [2009-12-27]. （原始内容存档于2013-03-11）. （页面存档备份，存于）
- United States Navy, Office of Naval Intelligence. . Combat Narrative. Publication Section, Combat Intelligence Branch. 1943  [2009-12-27]. （原始内容存档于2011-09-04）. （页面存档备份，存于）
- USS Enterprise photo archive of the raid Archive.today的存檔，存档日期2012-12-09